# سو جنكينز
سو جنكينز (بالإنجليزية: Sue Jenkins)‏ هي ممثلة بريطانية، ولدت في 31 يوليو 1958 في ليفربول في المملكة المتحدة.

## أعمال

### مسلسلات
- بروكسايد

## وصلات خارجية
- سو جنكينز على موقع IMDb (الإنجليزية)
- سو جنكينز على موقع قاعدة بيانات الفيلم (الإنجليزية)